# Руф Затворник
Руф Затвирник или Руф Послушни (14. век) - монах Печерског манастира. Светитељ у лику преподобног.
Прпеподобни Руф се одликовао сталном жељом за духовним усавршавањем – у посту, молитвама, ослушкивању, подвизима и уздржању, које је највише постигао у пећинској повучености.
У публикацији архиепископа Модеста читамо: „Преосвећени Руф пустињак, по монашком обичају, предавши се Христу, свим срцем се трудише да Га угађа у посту, молитви, послушању, подвизима и трпљењу, из дана у дан. желећи да будем бољи. За те трудове примио је од Христа радости припремљене светима, а тело његово, овде положено, чека коначну казну, коју је Бог припремио онима који Га љубе“ .
Његове мошти почивају у Далеким пећинама, код моштију Мартирија Затвирника и Пиора Затворника.
У акатисту свим Печерским монасима о њему се каже: „Радуј се, Руфе, јер си био узор уздржаности и подвига".
На сликама Саборне цркве Кијевско-печерских светитеља, светац је представљен, по правилу, у десној групи петог реда, други с десна, у монашкој одежди са лутком на глави, у реду. Монаси који почивају у Далеким пећинама.
Православна црква прославља преподобног Руфа 10. септембра и 21. априла.